# ادموند تساتوریان
ادموند هامبارتسومی تساتوریان (ارمنی: Էդմունդ Համբարձումի Ծատուրյան؛ زادهٔ ۱۸ مارس ۱۹۳۷ - درگذشته ۱۴ مهٔ ۲۰۱۰) یک سیاستمدار اهل ارمنستان بود که از تاریخ ۱۹۹۹ تا تاریخ ۲۰۰۷ سمت نمایندگی دوره‌های دوم و سوم مجلس ملی جمهوری ارمنستان را برعهده داشت.

## زندگی‌نامه
در ۱۸ مارس ۱۹۳۷ در ایروان به دنیا آمد و از دانشگاه پلی‌تکنیک ارمنستان فارغ‌التحصیل شد.   وی در ۱۴ مهٔ ۲۰۱۰ در ۷۳ سالگی در ایروان درگذشت.